# Enella Benedict
Enella Benedict (Lake Forest, Illinois, 21 de diciembre de 1858 - Richmond, Virginia, 6 de abril de 1942) fue una pintora realista y paisajista estadounidense. Enseñó en la Escuela del Instituto de Arte de Chicago y fue fundadora y directora durante casi 50 años para la Escuela de Arte de Hull House. 

## Trayectoria
Enella Benedict nació en Lake Forest, Illinois, hija del comerciante de telas Amzi y Catherine Walmath Benedict. Amzi Benedict estaba vinculado a la firma Field, Benedict & Company y era miembro del consejo municipal y alcalde de Lake Forest. Sus hermanos menores fueron Caroline, Albert, Sydney y Kate.
Benedict asistió a la Universidad Lake Forest, donde estudió pintura y dibujo y era estudiante de tercer año en 1876.
Estudió arte en la Escuela del Instituto de Arte de Chicago y la Liga de Estudiantes de Arte de Nueva York. Luego viajó a París, Francia para estudiar en la Academia Julián. A pesar de estar en una prestigiosa academia, como estudiante femenina, recibió una capacitación menos rigurosa y se le cobró más por la matrícula en comparación con los estudiantes varones. Como mujer, a menudo estaba aislada de otros estudiantes.
Enella Benedict realizó pinturas al óleo, retratos, figuras, paisajes y escenas urbanas. El estilo de dibujo y pintura de Benedict estuvo influenciado por el realismo y el impresionismo, por lo que pintaba y dibujaba personas que la rodeaban, como los residentes de Hull House y los campesinos locales, junto con paisajes marinos y paisajes rurales.
En 1892, se convirtió en la fundadora y directora de la Escuela de Arte de Hull House.
En el siglo XIX, un movimiento de mujeres comenzó a promover la educación, la autonomía y entrar en ocupaciones tradicionalmente dominadas por hombres. Las organizaciones dirigidas por mujeres, unidas por la hermandad, se formaron para la reforma social, incluidas las casas de asentamiento en los barrios pobres y de clase trabajadora, como Hull House. Para desarrollar "nuevos roles para las mujeres", las activistas sociales fueron dirigidas y educadas por otras denominadas Nuevas Mujeres.
 

Benedict vivió en Hull House, al igual que Jane Addams, y apoyó el programa de la Escuela de Arte durante casi 50 años, enseñando modelado en arcilla, dibujo, pintura y litografía. Enella manejó el programa de artista residentes y otros maestros. El programa de arte dirigido por ella, tenía la intención de ofrecer oportunidades educativas y culturales a los residentes desfavorecidos del vecindario, promoviendo algunas profesiones laborales como formas de arte, como los campos textiles. Benedict creó oportunidades para que los artistas exhibieran sus obras, incluido el Instituto de Arte de Chicago. Publicado en Pots of Promise: Mexicans and Pottery at Hull-House, 1920-40: "En proporción a la matrícula, probablemente ha habido más artistas expositores que comenzaron en sus clases que en la mayoría de las otras escuelas del país".
Enella Benedict estaba comprometida con el principio de que el arte no debía ser un lujo para los ricos, que podría usarse como un instrumento para el cambio social. Benedict creía que el arte podía mejorar la vida de los residentes de Nineteenth Ward, agobiados por largos días de trabajo y condiciones difíciles, al proporcionar belleza y ofrecer oportunidades para la expresión creativa. Por tan solo 15 centavos al día, cualquiera podía tomar una clase de arte en Hull House, y muchos estudiantes estudiaron en la Escuela del Instituto de Arte. 

— Biografía de Enella Benedict, Universidad de Illinois, Chicago. 
Mientras estuvo en Hull House, también enseñó en la Escuela del Instituto de Arte de Chicago, Benedict publicó una columna titulada Ms. Benedict Knows sobre historias sobre Hull House, lo que le proporcionaba ingresos para poder trabajar por las tardes en Hull House sin cobrar. A menudo viajaba a Europa durante los veranos.
Benedict exhibió su trabajo en el Palacio de Bellas Artes, el Edificio de Illinois y el Edificio de la Mujer en la Exposición Mundial Colombina de 1893 en Chicago, Illinois. Su trabajo fue exhibido en el Art Institute of Chicago impartido por la Art Students League of Chicago y otras exposiciones. Una galería de arte en Hull House se dedicó en su nombre a promover el trabajo de sus artistas. En 1938 se realizó una retrospectiva de su trabajo en la Galería Benedict. 
Benedict era miembro del Palette Club en Chicago. Sus obras se encuentran en las colecciones de Hull House, el Museo de Arte Rockford en Illinois, el Museo Nacional de Mujeres en las Artes y la Institución Smithsonian.
Enella Benedict murió el 6 de abril de 1942 en Richmond, Virginia.

## Trabajos
- A Foot Path, acuarela, exhibida en 1895 de la Art Students League en el Instituto de Arte de Chicago.[12]
- Brittany Children, expuesta en 1893 en la Exposición Mundial de Colombia, Museo Nacional de Mujeres Artistas.[16]
- Counting Children, expuesta en 1893 La Exposición Mundial de Colombia.
- Daily Bread, exhibido en 1893 en la Exposición Mundial de Colombia.
- Evening in the Village, exhibió 1901 Academia de Bellas Artes de Pensilvania.[17]
- Greek Easter Procession on Halstead Street (Chicago, Illinois), pastel, 1907, Exposición anual estadounidense, Instituto de Arte de Chicago.[18]
- Landscape.[19]
- Old Stories, exhibido en la Exposición Mundial Colombina de 1893.
- Salt Marsh and Cedars, acuarela, exhibida en 1895 de la Art Students League en el Art Institute of Chicago.
- The many, pastel, 1907, Exposición anual estadounidense, Instituto de Arte de Chicago.[20]
- Young Boy at Work.
- William Tomlinson Plant.[21]

## Galería

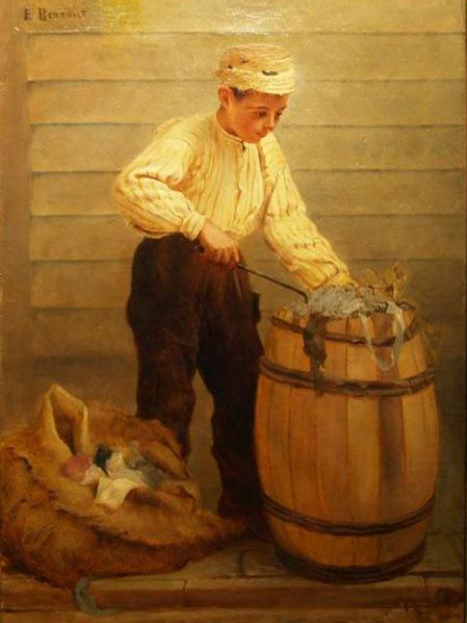
Young Boy at Work
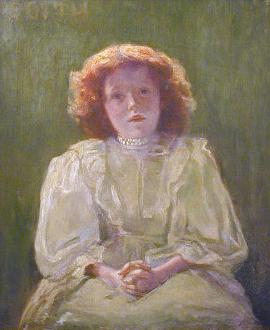
Edith (1895)
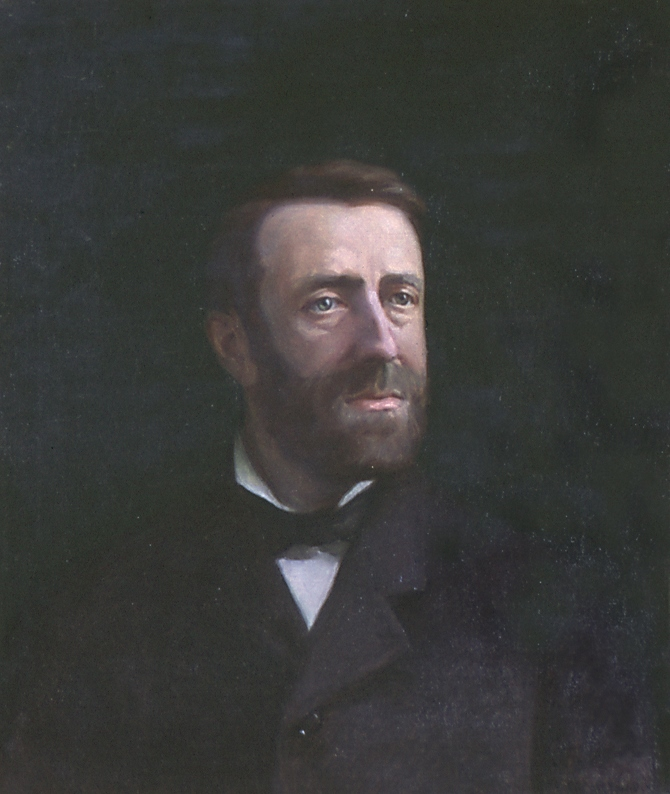
William Tomlinson Plant (1885)
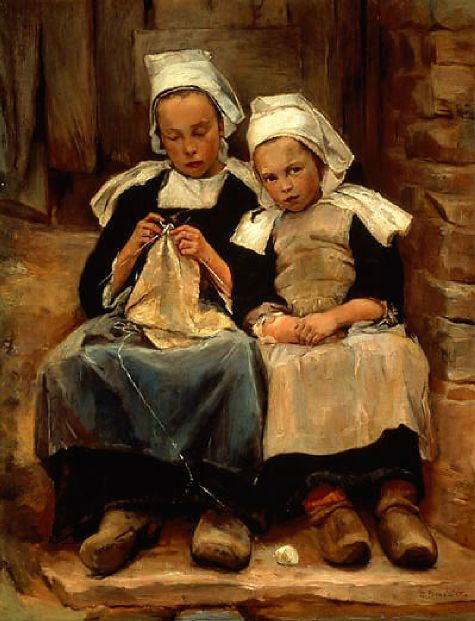
Brittany Children (1892)